# Дом Д. А. Вернера
Дом Д. А. Вернера — памятник архитектуры в историческом центре Нижнего Новгорода. Построен в 1899 году, предположительно по проекту владельца — архитектора Дмитрия Александровича Вернера.    
Дом является ярким примером одного из первых нижегородских городских особняков, выполненных в стиле модерн. Связан с жизнью и деятельностью архитектора Д. А. Вернера, работавшим в городе с 1896 по 1906 год.   

## История
Каменный дом на месте современного фиксируется в архивных документах с 1870-х годов. В тот период он принадлежал вдове надворного советника М. В. Стегачёвой, позже — городскому обществу. В 1890-х годах в здании размещалось Троицкое мужское училище.
В 1899 году усадьбу выкупил архитектор и гражданский инженер Строительного отделения Нижегородского губернского правления Д. А. Вернер, автор проектов церкви при приюте графини О. В. Кутайсовой (утрачена), перестройки здания гостиницы «Россия» и Верхнепосадских торговых рядов. 
Он кардинально перестроил дом по проекту, утверждённому Нижегородской городской управой в июле того же года. Имя архитектора не было указано на чертежах, но исследователи предполагают, что им был новый владелец. После перестройки дом приобрёл современное архитектурно-художественное решение.
В 1910-е годы усадьбой владела Г. Н. Реми, по фамилии которой памятник именуется в ряде краеведческих работ. 
В советский период к зданию сделан пристрой, утрачена пара фигурных консолей северного эркера в виде грифонов, несколько видоизменились интерьеры.   

## Архитектура
Дом полукаменный двухэтажный с подвалом, выполнен в стиле модерн, стены оштукатурены во втором этаже полностью, в первом — только детали декора. Крыша высокая четырёхскатная с переломом, выразительность придают вертикали шатров, щипца, светового фонаря и чердачных окон треугольной и прямоугольной формы. В плане дом Г-образный, за счёт более позднего пристроя.
Парадный уличный фасад имеет двухчастную структуру, части примерно симметричны. Первый этаж трактован как основание, в левой (западной) половине фасада, завершённой крутым щипцом, ось симметрии подчёркнута крупными формами. Почти квадратное окно второго этажа с выходом на балкон обрамлено стрельчатым проёмом пологого очертания, обрамлённого профилированным архивольтом. По обе стороны балкона с простым (более поздним) ограждением — экседры, под ним размещено широкое прямоугольное окно, заключённое в рустованный наличник. 
Фасад выкрашен в два цвета. Декоративные элементы выделены иным цветом на фоне основной плоскости. В уровне первого этажа читается текстура кирпича. Фланги фасада, его левая часть и обрамления оконных проёмов покрыты рустом в разбежку. В восточной части фасада членения более дробные: по средней оси помещён прямоугольный в плане эркер, увенчанный высоким усечённым шатром с гребнем. Сдвоенные узкие окна эркера завершены рустованными архивольтами стрельчатых очертаний. 
Фасад расчленён междуэтажными карнизами, подоконными карнизами в уровне второго этажа и венчающим карнизом значительного выноса, который поддерживают кронштейны в виде стилизованных листьев аканта. Венчающий карниз усложнён аркатурным фризом, завершающим фасад.            
Боковой (западный) десятиосевой фасад, удлинённый за счёт пристроя, украшают схожие декоративные элементы. В северной половине расположен прямоугольный в плане эркер, завершённый шатром. Фланги, оконные проёмы и эркер рустованны. Прямоугольные трёхчастные окна заключены в широкие наличники. Главный вход расположен под эркером, представлен деревянными с остеклением дверьми с красивым рисунком переплётов, характерных для модерна.
Другие фасады были оштукатурены, без декоративных элементов. Пристрой имеет строго утилитарный вид. 
Внутри здания сохранились: остеклённые филенчатые двери тамбура и дверь между лестницей и холлом и дверной фурнитурой (в том числе стеклянные ручки), массивная лестница с каменными ступенями и изящным деревянным ограждением, высокий световой фонарь над площадкой второго этажа, подлинная плитка на площадке второго этажа, лепные карнизы, своды Монье в подвале, деревянный декор потолков.  